# Autobusy Karosa
V závodě Karosa ve Vysokém Mýtě byly vyráběny autobusy.

## Autobusy městské
| Typ                   | Obrázky | Roky výroby   | Počet vyrobených vozů | Poznámky                                        |
| --------------------- | ------- | ------------- | --------------------- | ----------------------------------------------- |
| Škoda 706 RTO MTZ     |         | 1956 – 1972   | min. 30 kusů          | bylo vyrobeno celkově 14 451 vozů Škoda 706 RTO |
| Škoda 706 RTO MEX     |         | 1956 – 1972   | min. 4 kusy           | bylo vyrobeno celkově 14 451 vozů Škoda 706 RTO |
| Karosa ŠM 11          |         | 1961 – 1981   | přibližně 9 900 kusů  |                                                 |
| Karosa B 731          |         | 1974 – 1996   | 4 909 kusů            |                                                 |
| Karosa B 732          |         | 1983 – 1997   | 4 495 kusů            | B 732.1670 Legobus                              |
| Karosa B 831          |         | 1987 – 1989   | 3 kusy                |                                                 |
| Karosa B 832          |         | 1997 – 1999   | 102 kusů              |                                                 |
| Karosa B 931          |         | 1995 – 2002   | 338 kusů              |                                                 |
| Karosa B 932          |         | 1997 – 2002   | 319 kusů              |                                                 |
| Karosa B 951          |         | 2002 – 2007   | 182 kusů              |                                                 |
| Karosa B 952          |         | 2002 – 2006   | 319 kusů              |                                                 |
| Irisbus Citybus 12M   |         | 1995 – 2005   | 11 066 kusů           | dříve Karosa Citybus 12M, původně Renault Agora |
| Irisbus Citelis 10.6M |         | 2010? - 2012? | min. 8 kusů           |                                                 |
| Irisbus Citelis 12M   |         | 2005 – 2013   | min. 270 kusů         |                                                 |
| Irisbus Crossway LE   |         | od 2007       | ?                     | min. 18 i s ostatními verzemi                   |
| Iveco Urbanway 12M    |         | 2014-         |                       |                                                 |
| ∑                     |         | 1956 – dosud  | více než 30000 kusů   |                                                 |

## Autobusy meziměstské
| Typ                 | Obrázky        | Roky výroby  | Počet vyrobených vozů | Poznámky                                        |
| ------------------- | -------------- | ------------ | --------------------- | ----------------------------------------------- |
| Škoda 706 RTO CAR   |                | 1956 – 1972  | min. 12 kusů          | bylo vyrobeno celkově 14 451 vozů Škoda 706 RTO |
| Karosa ŠL 11        |                | 1963 – 1981  | přibližně 14 100 kusů |                                                 |
| Karosa C 733        |                | 1973 – 1974  | 2 kusy                |                                                 |
| Karosa C 734        |                | 1975 – 1997  | 18 079 kusů           |                                                 |
| Karosa C 735        |                | 1992 – 1997  | 243 kusů              |                                                 |
| Karosa C 834        |                | 1997 – 1999  | 36 kusů               |                                                 |
| Karosa C 835        |                | 1997 – 1999  | 12 kusů               |                                                 |
| Karosa C 934        |                | 1995 – 2001  | 1396 kusů             |                                                 |
| Karosa C 935        |                | 1997 – 2001  | min. 389 kusů         |                                                 |
| Karosa C 954        |                | 2001 – 2006  | 1642 kusů             |                                                 |
| Karosa C 955        |                | 2001 – 2007  | min. 98 kusů          |                                                 |
| Karosa C 956        |                | 2002 – 2006  | 2435 kusů             | Axer                                            |
| Karosa Récréo       |                | 1997 – 2007  | 5397 kusů             |                                                 |
| Irisbus Ares        |                | 2001 – 2006  | min. 152 kusů         |                                                 |
| Irisbus Midway      | Irisbus Midway | od 2004      | 53 kusů               |                                                 |
| Irisbus Crossway    |                | od 2006      | ?                     | min. 18 i s ostatními verzemi                   |
| Irisbus Récréo      |                | od 2006      | ?                     |                                                 |
| Irisbus Crossway LE |                | od 2007      | ?                     | min. 18 i s ostatními verzemi                   |
| ∑                   |                | 1956 – dosud | více než 30 000 kusů  |                                                 |

## Autobusy dálkové
| Typ               | Obrázky | Roky výroby  | Počet vyrobených vozů | Poznámky                                        |
| ----------------- | ------- | ------------ | --------------------- | ----------------------------------------------- |
| Škoda 706 RTO LUX |         | 1956 – 1972  | min. 20 kusů          | bylo vyrobeno celkově 14 451 vozů Škoda 706 RTO |
| Karosa ŠD 11      |         | 1963 – 1981  | přes 2 800 kusů       |                                                 |
| Karosa LC 735     |         | 1977 – 1991  | 6 519 kusů            |                                                 |
| Karosa LC 736     |         | 1978 – 1997  | 1 718 kusů            |                                                 |
| Karosa LC 737     |         | 1991         | 1 kus                 | Karosa HD 11                                    |
| Karosa LC 757     |         | 1992 – 1996  | 76 kusů               | Karosa HD 12                                    |
| Karosa LC 936     |         | 1996 – 2001  | 370 kusů              |                                                 |
| Karosa LC 937     |         | 1994 – 1996  | 16 kusů               | Karosa GT 11                                    |
| Karosa LC 956     |         | 2001 – 2006  | 181 kusů              |                                                 |
| Karosa LC 957     |         | 1997 – 1999  | 19 kusů               | Karosa HD 12                                    |
| Irisbus Arway     |         | od 2005      | min. 473 kusů         |                                                 |
| ∑                 |         | 1956 – dosud | více než 10 000 kusů  |                                                 |

## Autobusy kloubové
| Typ                 | Obrázky | Roky výroby     | Počet vyrobených vozů | Poznámky                                        |
| ------------------- | ------- | --------------- | --------------------- | ----------------------------------------------- |
| Škoda 706 RTO-K     |         | 1960            | 1 kus                 | prototyp sešrotován, vyrobena replika           |
| Karosa ŠM 16,5      |         | 1966 – 1969     | 16 kusů               |                                                 |
| Karosa B 741        |         | 1991 – 1997     | 620 kusů              |                                                 |
| Karosa C 744        |         | 1983 – 1992     | 324 kusů              |                                                 |
| Karosa B 841        |         | 1997 – 1999     | 110 kusů              |                                                 |
| Karosa B 941        |         | 1997 – 2001     | 333 kusů              |                                                 |
| Karosa B 961        |         | 2001 – 2006     | 152 kusů              |                                                 |
| Karosa C 943        |         | 1997 – 2001     | 27 kusů               |                                                 |
| Irisbus Citybus 18M |         | 90. léta – 2005 | min. 70 kusů          | dříve Karosa Citybus 18M, původně Renault Agora |
| Irisbus Citelis 18M |         | 2005 – 2013     | min. 71 kusů          |                                                 |
| Iveco Urbanway 18M  |         |                 |                       |                                                 |
| ∑                   |         | 1960 – dosud    | 2870 kusů             |                                                 |

## Autobusové přívěsy
| Typ          | Obrázky | Roky výroby | Počet vyrobených vozů | Poznámky                              |
| ------------ | ------- | ----------- | --------------------- | ------------------------------------- |
| Karosa D 4   |         | 1949 – 1952 | minimálně 20 kusů     | podle jiných pramenů již od roku 1946 |
| Karosa B 40  |         | 1953 – 1957 | min. 18 kusů          | podle jiných zdrojů až do roku 1959   |
| Karosa NO 80 |         | 1960        | 1 kus                 | návěs                                 |
| Karosa LP 30 |         | 1967 – 1970 | 8 kusů                | lůžkový přívěs                        |
| ∑            |         | 1949 – 1970 | více než 100 kusů     |                                       |